# Liga Premier de Bangladés
La  Liga Premier de Bangladés, oficialmente Bangladesh Premier Football League, es la máxima categoría del fútbol profesional en Bangladés, es regulada por la Federación de Fútbol de Bangladés (BFF).
Los nueve clubes en competencia juegan dos rondas entre todos los equipos, a ida y vuelta (18 partidos), el equipo campeón representa a Bangladés en la Copa de la AFC.

## Historia
La Dhaka Liga (Liga de Daca), disputada desde 1948, fue hasta 2000 la principal competición futbolística en Bangladés reservada solo para clubes de la capital. La liga solo fue suspendida en 1971 y 1972 debido a la Guerra de Liberación de Bangladés. Para mediados de los años 2000 la liga fue perdiendo atractivo por el éxodo de los cinco grandes a la liga nacional a saber los clubes Abahani Limited Dhaka, Mohammedan SC, Muktijoddha SKS, Brothers Union y Sheikh Russell KC. 
La Liga nació el 21 de diciembre de 2007. Su nombre inicial fue B. League  hasta mediados de 2009 cuando cambió a su nombre actual.
La temporada 2009-10 trajo, junto con el cambio de nombre de la Liga, clubes de fútbol recién formados como Beanibazar SC. La Liga de Fútbol Bangladesí no tuvo segunda división hasta 2011 cuando nació el Campeonato de Liga de Bangladés.

## Equipos temporada 2022-23
| Club                        | Ciudad     |
| --------------------------- | ---------- |
| AFC Uttara                  | Mymensingh |
| Bangladesh Police FC        | Mymensingh |
| Bashundhara Kings           | Dhaka      |
| Chittagong Abahani Ltd.     | Munshigonj |
| Dhaka Abahani Ltd.          | Comilla    |
| Mohammedan SC               | Comilla    |
| Fortis FC                   | Rajshahi   |
| Sheikh Jamal Dhanmondi Club | Gopalganj  |
| Muktijoddha Sangsad KC      | Gopalganj  |
| Rahmatganj MFS              | Munshigonj |
| Sheikh Russel KC            | Dhaka      |

## Palmarés

### Dhaka League
- 1948: Victoria SC
- 1949: East Pakistan Gymkhana
- 1950: Dhaka Wanderers
- 1951: Dhaka Wanderers
- 1952: Bengal Government Press
- 1953: Dhaka Wanderers
- 1954: Dhaka Wanderers
- 1955: Dhaka Wanderers
- 1956: Dhaka Wanderers
- 1957: Mohammedan Dhaka
- 1958: Azad Sporting
- 1959: Mohammedan SC
- 1960: Dhaka Wanderers
- 1961: Mohammedan SC
- 1962: Victoria SC
- 1963: Mohammedan SC
- 1964: Victoria SC
- 1965: Mohammedan SC
- 1966: Mohammedan SC
- 1967: East Pakistan IDC
- 1968: East Pakistan IDC
- 1969: Mohammedan SC
- 1970: East Pakistan IDC
- 1971: ----------
- 1972: ----------
- 1973: Bangladesh JIC (EPIDC pre-1971)
- 1974: Abahani Limited Dhaka
- 1975: Mohammedan SC
- 1976: Mohammedan SC
- 1977: Abahani Limited Dhaka
- 1978: Mohammedan SC
- 1979: BJMC (Bangladesh JMC)
- 1980: Mohammedan SC
- 1981: Abahani Limited Dhaka
- 1982: Mohammedan SC
- 1983: Abahani Limited Dhaka
- 1984: Abahani Limited Dhaka
- 1985: Abahani Limited Dhaka
- 1986: Mohammedan SC
- 1987: Mohammedan SC
- 1988-89: Mohammedan SC
- 1989-90: Abahani Limited Dhaka
- 1991-92: Abahani Limited Dhaka

#### Premier División League

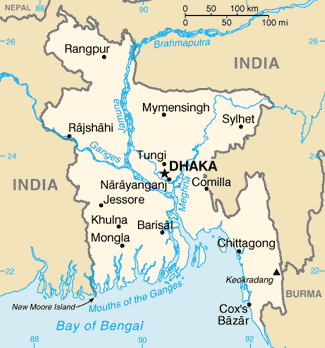
Bangladés.

| Temporada | Campeón                | Subcampeón             |
| --------- | ---------------------- | ---------------------- |
| 1993      | Mohammedan SC          | Abahani Limited Dhaka  |
| 1994      | Abahani Limited Dhaka  | Muktijoddha Sangsad KS |
| 1995      | Abahani Limited Dhaka  | Mohammedan SC          |
| 1996      | Mohammedan SC          | Abahani Limited Dhaka  |
| 1997–98   | Muktijoddha Sangsad KS | Mohammedan SC          |
| 1999      | Mohammedan SC          | Abahani Limited Dhaka  |
| 2000      | Muktijoddha Sangsad KS | Abahani Limited Dhaka  |
| 2001      | Abahani Limited Dhaka  | Mohammedan SC          |
| 2002      | Mohammedan SC          | Abahani Limited Dhaka  |
| 2003–04   | Brothers Union         | Sheikh Russel KC       |
| 2004–05   | Brothers Union         | Mohammedan SC          |
| 2006      | No disputado           | No disputado           |

### Títulos Dhaka League
| Títulos | Club                                                                                    |
| ------- | --------------------------------------------------------------------------------------- |
| 19      | Mohammedan SC                                                                           |
| 11      | Abahani Limited Dhaka (Incluye Abahani KC)                                              |
| 7       | Dhaka Wanderers                                                                         |
| 4       | Bangladesh IDC (Industrial Development Corporation) (Incluye a East Pakistan IDC)       |
| 3       | Victoria SC                                                                             |
| 2       | Brothers Union, Muktijoddha SKC                                                         |
| 1       | Azad, Bangladesh Jute Mill Corporation, Bengal Government Press, East Pakistan Gymkhana |

## B-League
| Temporada           | Campeón                                      | Subcampeón                                   |
| Campeonato Nacional | Campeonato Nacional                          | Campeonato Nacional                          |
| ------------------- | -------------------------------------------- | -------------------------------------------- |
| 2000                | Abahani Limited Dhaka                        | Mohammedan SC                                |
| 2001–02             | Mohammedan SC                                | Abahani Limited Dhaka                        |
| 2003                | Muktijoddha SKS                              | Mohammedan SC                                |
| 2004                | Brothers Union                               | Muktijoddha SKS                              |
| 2005–06             | Mohammedan SC                                | Abahani Limited Dhaka                        |
| B-League            |                                              |                                              |
| 2007                | Abahani Limited Dhaka                        | Mohammedan SC                                |
| 2008–09             | Abahani Limited Dhaka                        | Mohammedan SC                                |
| 2009–10             | Abahani Limited Dhaka                        | Mohammedan SC                                |
| 2010–11             | Sheikh Jamal Club                            | Muktijoddha SKS                              |
| 2011–12             | Abahani Limited Dhaka                        | Muktijoddha SKS                              |
| 2012–13             | Sheikh Russel KC                             | Sheikh Jamal Club                            |
| 2013–14             | Sheikh Jamal Club                            | Abahani Limited Dhaka                        |
| 2015                | Sheikh Jamal Club                            | Sheikh Russel KC                             |
| 2016                | Abahani Limited Dhaka                        | Abahani Limited Chittagong                   |
| 2017–18             | Abahani Limited Dhaka                        | Sheikh Jamal Club                            |
| 2018–19             | Bashundhara Kings                            | Abahani Limited Dhaka                        |
| 2019–20             | Abandonado debido a la pandemia del COVID-19 | Abandonado debido a la pandemia del COVID-19 |
| 2021                | Bashundhara Kings                            | Sheikh Jamal Club                            |
| 2021–22             | Bashundhara Kings                            | Abahani Limited Dhaka                        |
| 2022–23             | Bashundhara Kings                            | Abahani Limited Dhaka                        |

## Títulos por club
- Incluye Campeonato Nacional y B-League.

| Club                       | Campeón | 2° | Años campeón                             |
| -------------------------- | ------- | -- | ---------------------------------------- |
| Abahani Limited Dhaka      | 7       | 6  | 2000, 2007, 2009, 2010, 2012, 2016, 2018 |
| Bashundhara Kings          | 4       | -  | 2019, 2021, 2021–22, 2022–23             |
| Sheikh Jamal Club          | 3       | 3  | 2011, 2014, 2015                         |
| Mohammedan SC              | 2       | 5  | 2002, 2006                               |
| Muktijoddha SKS            | 1       | 3  | 2003                                     |
| Sheikh Russell KC          | 1       | 1  | 2013                                     |
| Brothers Union             | 1       | -  | 2004                                     |
| Abahani Limited Chittagong | -       | 1  | -----                                    |

## Clasificación histórica
- tabla histórica desde la instauración de la B-Liga en la temporada 2007, hasta finalizada la temporada 2019-20.

| N.º | Club                                 | Temp. | P.D. | P.G. | P.E. | P.P. | G.F. | G.C. | Dif.  | Puntos |
| --- | ------------------------------------ | ----- | ---- | ---- | ---- | ---- | ---- | ---- | ----- | ------ |
| 1.  | Abahani Limited (Daca)               | 12    | 243  | 149  | 60   | 34   | 462  | 162  | + 302 | 534    |
| 2.  | Sheikh Russell KC (Daca)             | 12    | 243  | 119  | 64   | 60   | 373  | 234  | + 139 | 421    |
| 3.  | Mohammedan SC (Daca)                 | 12    | 243  | 112  | 71   | 60   | 385  | 245  | + 140 | 407    |
| 4.  | Sheikh Jamal (Daca)                  | 9     | 178  | 99   | 44   | 35   | 348  | 198  | + 150 | 341    |
| 5.  | Muktijoddha Sangsad KS (Daca)        | 12    | 242  | 94   | 56   | 92   | 333  | 306  | + 27  | 338    |
| 6.  | Brothers Union (Daca)                | 12    | 242  | 76   | 79   | 87   | 311  | 330  | – 19  | 307    |
| 7.  | Abahani Limited (Chittagong)         | 10    | 207  | 59   | 54   | 94   | 203  | 285  | − 86  | 231    |
| 8.  | Arambagh KS (Daca)                   | 10    | 195  | 54   | 51   | 90   | 204  | 283  | − 79  | 213    |
| 9.  | Rahmatganj MFS (Daca)                | 10    | 200  | 44   | 51   | 107  | 219  | 372  | − 153 | 183    |
| 10. | Team BJMC (Daca)                     | 7     | 151  | 41   | 44   | 66   | 178  | 214  | - 36  | 167    |
| 11. | Feni SC                              | 7     | 151  | 30   | 46   | 75   | 143  | 232  | − 89  | 136    |
| 12. | Farashganj SC (Daca)                 | 7     | 148  | 28   | 47   | 73   | 123  | 221  | − 98  | 131    |
| 13. | Saif SC (Daca)                       | 3     | 52   | 28   | 15   | 9    | 78   | 43   | + 35  | 99     |
| 14. | Mohammedan SC (Chittagong)           | 4     | 86   | 24   | 27   | 35   | 81   | 116  | − 35  | 99     |
| 15. | Bashundhara Kings                    | 2     | 30   | 23   | 4    | 3    | 64   | 23   | + 41  | 73     |
| 16. | Uttar Baridhara SC (Daca)            | 3     | 54   | 7    | 10   | 37   | 41   | 135  | – 94  | 31     |
| 17. | Abahani Limited (Khulna)             | 2     | 40   | 5    | 6    | 29   | 31   | 102  | − 71  | 21     |
| 18. | Nofel SC                             | 1     | 24   | 5    | 5    | 14   | 23   | 42   | – 19  | 20     |
| 19. | Shukhtara Jubo Sangsad (Narayanganj) | 1     | 24   | 4    | 8    | 12   | 12   | 35   | − 23  | 20     |
| 20. | Beanibazar SC (Sylhet)               | 1     | 24   | 3    | 8    | 13   | 19   | 43   | − 24  | 17     |
| 21. | Bangladesh Police FC                 | 1     | 5    | 1    | 2    | 2    | 4    | 7    | – 3   | 5      |

## Goleadores
| Año     |                                        | Goleador(es)                                | Club                   | Goles |
| 2007    | Bandera de Nigeria                     | Elijah Obagbemiro Junior                    | Brothers Union         | 16    |
| 2008-09 | Bandera de Nigeria                     | Alamu Bukola Olalekan                       | Mohammedan SC          | 18    |
| 2009-10 | Bandera de Bangladés                   | Enamul Haque                                | Abahani Limited Dhaka  | 21    |
| 2010-11 | Bandera de Sudán del Sur               | James Moga                                  | Muktijoddha Sangsad KS | 19    |
| 2012    | Bandera de Guinea                      | Ismael Bangoura                             | Team BJMC              | 17    |
| 2012–13 | Bandera de Ghana                       | Osei Morrison                               | Mohammedan SC          | 11    |
| 2013–14 | Bandera de Haití                       | Wedson Anselme                              | Sheikh Jamal Club      | 26    |
| 2014-15 | Bandera de Nigeria                     | Emeka Onuoha                                | Sheikh Jamal Club      | 19    |
| 2016    | Bandera de Nigeria                     | Sunday Chizoba                              | Abahani Limited Dhaka  | 19    |
| 2017-18 | Bandera de Nigeria · Bandera de Gambia | Raphael Odovin Onwrebe Solomon King Kanform | Sheikh Jamal Club      | 15    |
| 2018-19 | Bandera de Nigeria                     | Raphael Odovin Onwrebe                      | Sheikh Russell KC      | 22    |
| 2021    | Bandera de Brasil                      | Robson Azevedo da Silva                     | Bashundhara Kings      | 21    |
| 2021-22 | Bandera de Mali                        | Souleymane Diabate                          | Dhaka Mohammedan       | 21    |
| 2022-23 | Bandera de Brasil                      | Dorielton Gomes                             | Bashundhara Kings      | 20    |